# Мезополис
Мезополис (порт. Mesópolis)  —  муниципалитет в Бразилии, входит в штат Сан-Паулу. Составная часть мезорегиона Сан-Жозе-ду-Риу-Прету. Входит в экономико-статистический микрорегион Жалис. Население составляет 1871 человек на 2006 год. Занимает площадь 148,636 км². Плотность населения — 12,5 чел./км².

## История
Город основан 6 августа 1957 года.

## Статистика
- Валовой внутренний продукт на 2003 составляет 27.320.825,00 реалов (данные: Бразильский институт географии и статистики).
- Валовой внутренний продукт на душу населения на 2003 составляет 14.394,53 реалов (данные: Бразильский институт географии и статистики).
- Индекс развития человеческого потенциала на 2000 составляет 0,732 (данные: Программа развития ООН).